# 佐賀鉄道事業部
佐賀鉄道事業部（さがてつどうじぎょうぶ）とは、佐賀県佐賀市の佐賀駅構内にある九州旅客鉄道（JR九州）の事業部の一つ。発足当初は北部九州地域本社の管轄であったが、2010年（平成22年）に本社鉄道事業本部直轄に変更された。2021年（令和3年）4月1日に佐賀鉄道部と唐津鉄道事業部が統合し、佐賀鉄道事業部が発足した。九州内で支社が唯一設置されていない佐賀県における管理組織である。

## 管轄路線
※ 管轄境界駅については、佐賀鉄道事業部が管理を担当している駅を記載している。
- 長崎本線（鳥栖 - 肥前大浦間。ただし、鳥栖駅は本社直轄。）
- 筑肥線（全線）
- 唐津線（全線）

## 歴史
- 2001年（平成13年）6月1日 - 佐賀鉄道部発足[4]。
- 2021年（令和3年）4月1日 - 唐津鉄道事業部と統合し、佐賀鉄道事業部発足[2]。

## 唐津乗務センター

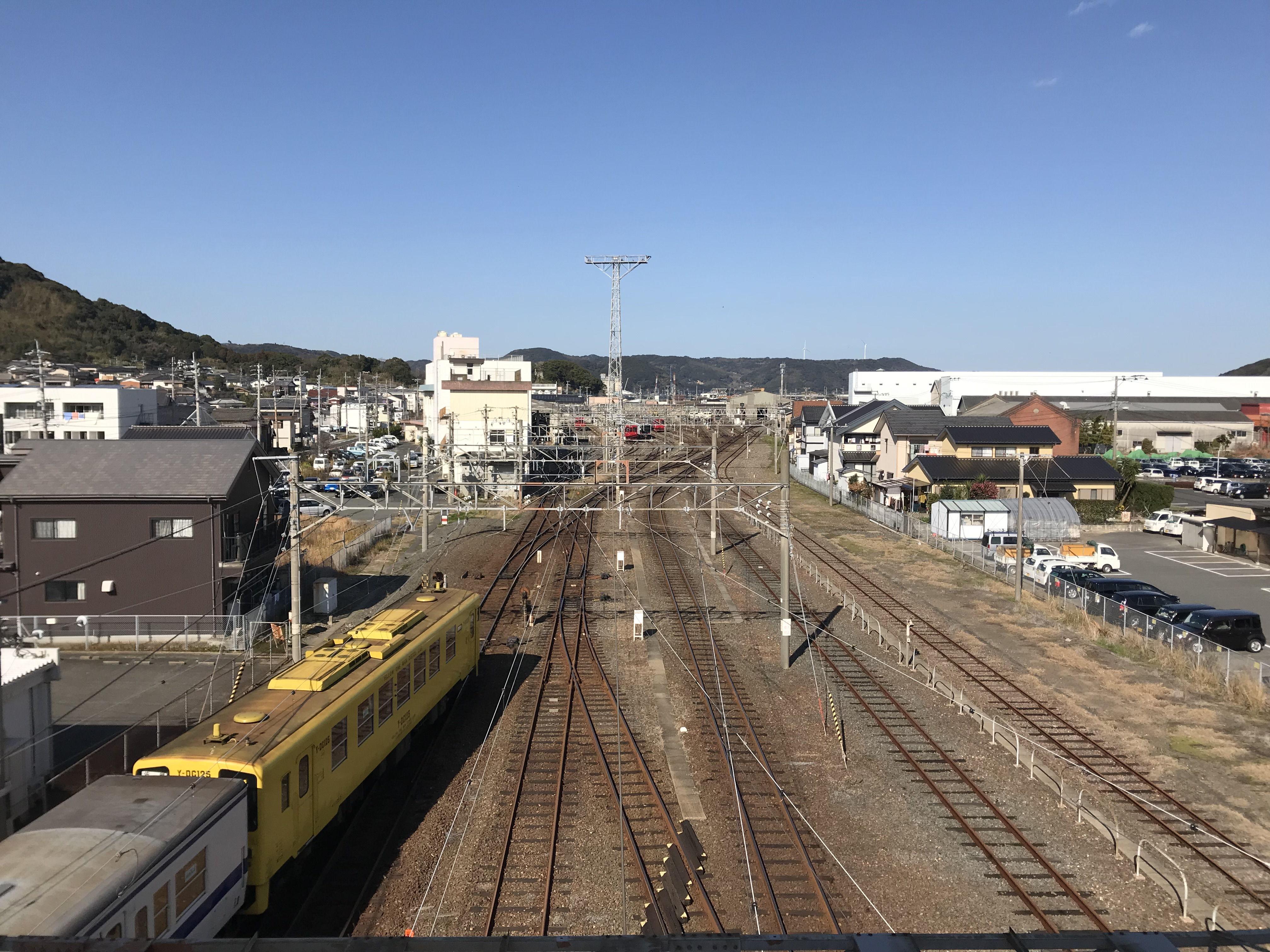
西唐津駅北側の陸橋から望む唐津運輸センター

佐賀鉄道事業部唐津乗務センター（さがてつどうじぎょうぶからつじょうむセンター）は、唐津線西唐津駅付近にある九州旅客鉄道（JR九州）本社管轄の乗務員基地である。佐賀県唐津市西唐津1丁目6162番2号に所在する。

## 唐津車両センター
佐賀鉄道事業部唐津車両センター（さがてつどうじぎょうぶからつしゃりょうセンター）は、唐津線西唐津駅付近にある九州旅客鉄道（JR九州）本社管轄の車両基地である。

### 配置車両の車体に記される略号
「本カラ」：本社を意味する「本」と、唐津の電報略号「カラ」から構成される。なお、北部九州地域本社管轄時代は「北カラ」（「北」は北部九州地域本社を意味する）であった。

### 配置車両
以下は、2024年（令和6年）4月1日現在の配置車両である。

#### 電車
福岡市地下鉄空港線・筑肥線（姪浜 - 唐津間）、唐津線（唐津 - 西唐津間）の快速・普通列車で運用されている。全車両が当センターにのみ配置されている。
- 103系電車（E編成）
  - 1500番台の3両編成5本 (E12 - 14, 17, 18)、計15両が配置されている[7]。
  - 筑肥線（筑前前原 - 唐津間）、唐津線（唐津 - 西唐津間）で運用されている[7]。いずれの編成もワンマン運転に対応している[7]。
  - かつては6両編成[注釈 1]も配置されており、1983年3月3日から2015年3月までは空港線にも乗り入れていた[7]。
- 303系電車（K編成）
  - 6両編成3本 (K01 - 03)、計18両が配置されている[8]。
- 305系電車（W編成）
  - 6両編成6本 (W1 - 6)、計36両が配置されている[8]。

#### 気動車
唐津線・筑肥線（山本 - 伊万里間）の普通列車で運用される車両が配置されている。
- キハ47形気動車
  - 8000番台の7両 (8051, 8062, 8121, 8126, 8132, 8134, 8157)、9000番台の2両 (9097, 9126)、計9両が配置されている[9]。いずれの車両も機関換装が行われている[9]。
- キハ125形気動車
  - 0番台の7両 (2 - 8) が配置されている[9]。